# 장재하
장재하(2013년~)는 대한민국의 배우이다.

## 출연

### 드라마
- 2020년 MBC 《저녁 같이 드실래요?》 - 어린 정재혁 역 (이지훈 아역)
- 2020년 OCN 《써치》 - 어린 용동진 역 (장동윤 아역)
- 2020년 KBS 2TV 《비밀의 남자》 - 파트너 모델 역
- 2020년 KBS 2TV 《오! 삼광빌라!》 - 어린 장준아 역 (동하 아역)
- 2021년 KBS 2TV 《빨강구두》 - 어린 권주형 역 (황동주 아역)
- 2021년 TVING 《마녀식당으로 오세요》 - 박 사장 아들 역
- 2021년 JTBC 《인간실격》 - 남민국 역
- 2021년 JTBC 《구경이》 - 헨젤 역
- 2021년 tvN 《어사와 조이》 - 어린 라이언 역 (옥택연 아역)
- 2021년 KBS 1TV 《태종 이방원》 - 어린 이방석 역 (김진성 아역)
- 2022년 왓챠 《춘정지란》 - 어린 살별 역 (김송 아역)
- 2022년 TVING 《아직 최선을 다하지 않았을뿐》 - 어린 남금필 역 (박해준)
- 2022년 TVN 《별똥별》 - 어린 공태성 역 (김영대 아역)
- 2022년 넷플릭스 《당신이 소원을 말하면》 - 강준일 역 (성동일 아들)
- 2022년 웨이브 《약한영웅》 - 어린 연시은 역 (박지훈 아역)
- 2023년 TVN 《스틸러》 - 어린 황대명 역 (주원 아역)
- 2023년 KBS2《진짜가 나타났다!》 - 임홍준 / 강홍준 역

### 영화
- 2021년 《귀문》 - 어린 도진 역 (김강우 아역)
- 2022년 《헌트》- 김준식 역 (정우성 첫째아들역)

### 광고
- 2020년 포드
- 2020년 LG정수기
- 2020년 이마트
- 2021년 한샘
- 유니세프
- 서울대병원
- 암웨이
- 행정안전부
- 통일부
- 도화엔지니어링
- 동두천포레스트
- 미미월드
- 코로나19 캠페인